# Ramat Gan Stadion
Ramat Gan Stadion (héberül: איצטדיון רמת גן) stadion Ramat Gan (héberül: רָמַת גַּן)  izraeli városban, amely a Földközi-tenger partján, Tel-Avivtól keletre fekszik.

## Sportaréna
Izrael legnagyobb stadionja, 1951-ben adták át rendeltetésének. 1982-ben jelentős felújításokat, korszerűsítéseket végeztek. Ülőhelyeinek száma 41 583. A pálya mérete 105 m × 68 m, a gyepszőnyeg mérete 10 500 m² (2,6 hektár). A sportlétesítmény területe 36 000 m² (8,9 hektár). A VIP-páholy 328 fős, a média kiszolgálására 148 (ADSL internet, illetve Wifi vezeték nélküli kapcsolattal) tudósító befogadását teszi lehetővé. A játéktér megvilágítása, a maga 1550 lux értékével a világon az egyik legjobb. Füves területe az egyik legjobb a világon, modern alácsövezett öntözőrendszerét számítógép vezérli. Az események közvetítését egy zárt láncú televíziós rendszer 52 kamerával biztosítja. Hangosbeszélő rendszere a tájékoztatáson túl vészhelyzeti kommunikációt is biztosítja. Az építményben hat öltöző, konferenciatermek, konferencia központ, kettő oktatást segítő terem, vendégszobák, játékvezetői öltöző, csapat öltözők, orvosi szoba valamint egy teszt klinika. Továbbá étteremmel, kávézóval és egy 3900 m2-es parkolóval rendelkezik. Irodáiban végzi munkáját az Izraeli labdarúgó-szövetség. A stadion vegyes használatú, futball mérkőzések mellett alkalmas atlétikai versenyek, kulturális rendezvények üzemeltetésére. Négyévente itt tartják a Maccabi Játékokat. Izrael Nemzeti Stadionja, 2014-ig az Izraeli labdarúgó-válogatott itt játszotta mérkőzéseit. Itt játssza bajnoki labdarúgó mérkőzéseit a Hakoah Amidar Ramat Gan és Hapoel Ramat Gan. A Maccabi Tel Aviv és a MK Makkabi Haifa az UEFA-bajnokok ligája hazai mérkőzéseinek is otthont biztosított.

## Fordítás
- Ez a szócikk részben vagy egészben a Ramat Gan Stadium című angol Wikipédia-szócikk fordításán alapul.  Az eredeti cikk szerkesztőit annak laptörténete sorolja fel. Ez a jelzés csupán a megfogalmazás eredetét és a szerzői jogokat jelzi, nem szolgál a cikkben szereplő információk forrásmegjelöléseként.